# Crna Draga
Crna Draga is een plaats in de gemeente Lasinja in de Kroatische provincie Karlovac. De plaats telt 180 inwoners (2001).